# Графство Шароле
Графството Шароле (на френски: Comté de Charolais, Charolais) е територия във Франция в днешния департамент Сон е Лоар в регион Бургундия от 1361 до 1684 г. Столица е град Шарол.

## История
През 1237 г. херцог Хуго IV от Бургундия получава територията. Той е наследен от внучката му Беатриса († 1310), омъжена за граф Робер дьо Клермон, син на крал Луи IX от династията Бурбони. През 1390 г. графството е продадено на бургундския херцог Филип II Смели. През 1493 г. отива на фамилията Хабсбурги. През 1559 г. графството отива на испанските Хабсбурги, които го отстъпват заради задължения през 1684 г. на принц Луи II дьо Бурбон.
Графството отива през 1761 г. след смъртта на последния граф Шарл дьо Бурбон-Конде, към провинция Бургундия.